# 孫一元
孫一元（1484年—1520年），字太初，号太白山人。

## 生平
成化二十年（1484年）生。家世不詳，一說是安化王朱寘鐇親人，正德五年（1510年）朱寘鐇起兵造反，因害怕受其牽連，便隱姓埋名。工於詩，與李夢陽、何景明、鄭善夫等人齊名。名士施侃將自己的妻妹許配给孫一元为妻，生有一女。正德十五年（1520年）去世，年僅三十七歲。好友吳珫等將其葬於道場山。與吳珫、施侃、劉麟、龍霓等人並稱“苕溪五隱”。又與寧藩弋陽王府奉國將軍朱多炡、鎮國中尉朱謀堚父子等人並稱“明宗三逸”。

## 著作
著有《太白山人漫稿》八卷。